# Нирод, Фёдор Максимилианович
Граф Фёдор Максимилиа́нович Ни́род (1871—1952) — русский генерал-майор, командовавший 16-м гусарским Иркутским и лейб-гвардии Драгунским полками, деятель русской военной эмиграции.

## Биография
Из православной ветви шведского дворянского рода Ниродов. Сын егермейстера графа Максимилиана Евстафьевича Нирода (1846—1914) и Анастасии Фёдоровны Треповой (1849—1940).
Окончил классическую гимназию (1890) и Пажеский корпус (1-й разряд, 1892), был выпущен корнетом в лейб-гвардии Конный полк.
Чины: поручик (1896), штабс-ротмистр (1900), ротмистр (1904), флигель-адъютант (1905), полковник (за отличие, 1907), генерал-майор (за отличие, 1912), генерал-майор Свиты (1914).
24 февраля 1901 года вышел в запас и вскоре был назначен Волынским губернским предводителем дворянства. 20 января 1902 года вернулся на военную службу. Командовал эскадроном.
В 1906 году был назначен адъютантом главнокомандующего войсками гвардии и Петербургского военного округа. В 1907—1911 годах состоял адъютантом великого князя Николая Николаевича. 11 ноября 1911 года назначен командиром 16-го гусарского Иркутского полка.
14 ноября 1912 года назначен командиром лейб-гвардии Драгунского полка, с которым вступил в Первую мировую войну. Затем командовал 2-й бригадой 2-й гвардейской кавалерийской дивизии и 2-й бригадой 1-й гвардейской кавалерийской дивизии. В 1916 командовал Курдистанским отрядом экспедиционного кавалерийского корпуса в Персидской кампании. С 15 августа 1916 года временно командовал Сводной Кубанской казачьей дивизией.
Во время Гражданской войны участвовал в Белом движении в составе Добровольческой армии и ВСЮР. Галлиполиец.
С 1920 года в эмиграции во Франции. Стал членом-учредителем и членом совета старшин Русского клуба (Русского очага во Франции). В 1921 году представлял клуб на Рейхенгалльском монархическом съезде.
Избирался председателем объединения Драгунского полка и председателем Общества друзей журнала «Часовой». Состоял членом и почетным председателем (1947) Гвардейского объединения во Франции. В 1947—1951 годах был председателем объединения лейб-гвардии Конного полка. Также состоял членом Союза ревнителей памяти императора Николая II.
Свои воспоминания о Первой мировой войне печатал в выпусках серии «Ширвинт. 1/14 августа 1914 г.: Лейб-драгуны дома и на войне» (Париж, 1930—1931). В сборниках «Союз пажей» (11, 12 за 1959 год) опубликовал мемуары «Воспоминания камер-пажа». Страстно увлекался охотой.
Скончался 4 апреля 1952 года и был похоронен рядом с женой кладбище Пер-Лашез в Париже.

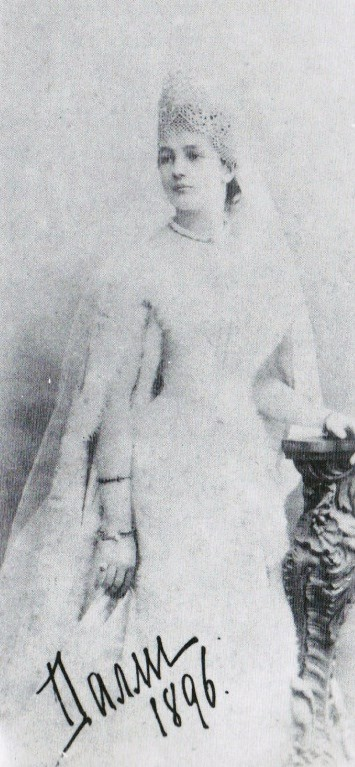
Дарья Михайловна

## Семья
Жена (с 20 апреля 1898 года) — княжна Дарья Михайловна Кантакузен (1878—1944), фрейлина двора, дочь князя М. Р. Кантакузена, графа Сперанского. Богатая наследница, совладелица имений в Полтавской и Херсонской губерниях. По словам современницы, графиня Нирод обладала незаурядными качествами: маленькая и хрупкая, с нежными руками и прекрасными глазами, она как бы являла собой квинтэссенцию хороших манер. Ей были присущи редкий интеллект, ум и привлекательность. В обществе она была застенчива и не умела выставлять себя напоказ, при этом была очень проста и обаятельна. После революции эмигрировала с семьей во Францию. Состояла членом Дамского общества в память императрицы Марии Федоровны в Париже. Скончалась в Амбленвилли и была похоронена на кладбище Пер-Лашез в Париже. Дети:
- Михаил (1899—1944), в Первую мировую войну был санитаром-добровольцем подвижного питательного пункта великой княгини Марии Павловны. Награждён орденом Св. Георгия. В Гражданскую войну служил в казачьих частях. В 1920 году эмигрировал во Францию. Женат на графине Екатерине Петровне Клейнмихель, внучке В. П. Клейнмихеля и Н. Н. Шипова.
- Дарья (1900—1979), с 1940 года замужем за американцем Ричардом У. Берде (1899—1975). Умерла в Вашингтоне.

## Награды
- Орден Святого Станислава 3-й ст. (1904)
- Орден Святой Анны 3-й ст. (1906)
- Орден Святого Станислава 2-й ст. (1909)
- Орден Святого Владимира 3-й ст. (ВП 31.03.1913)
- Георгиевское оружие (ВП 10.01.1915)
- Орден Святого Владимира 2-й ст. с мечами (ВП 5.01.1916)